# Église Notre-Dame-des-Victoires (Tianjin)
Pour les articles homonymes, voir Église Notre-Dame-des-Victoires.
L'ancienne cathédrale Notre-Dame-des-Victoires de Tianjin (anciennement Tientsin, chinois : 望海楼天主堂) est une église catholique administrée par l'Association patriotique des catholiques de Chine, officiellement non reconnue par Rome. Elle se trouve dans le quartier de Haihelou, ancienne résidence de la dynastie Qing (autrefois Tsin), qui faisait partie de la concession française de Tientsin, au nord-ouest de la ville et fait partie du diocèse de Tientsin.
C'est un bâtiment protégé, depuis 1988, par la liste des sites historiques et culturels majeurs protégés au niveau national pour la municipalité de Tianjin (zh).

## Histoire
C'est en 1861, quelques mois après l'obtention de leur concession, que les Français aidés de souscriptions de fidèles de métropole, des dons des Lazaristes, et des deniers de Napoléon III font construire au bord du fleuve une église catholique, pour les soldats, missionnaires et commerçants de la région, ouvrant la route de Pékin, qui est agrandie en 1869. Elle est d'abord construite en style néoroman albigeois. Elle est incendiée le 21 juin 1870 pendant une révolte anti-chrétienne, où le consul français de Tientsin, Fontanier, est tué. Les populations étaient aussi irritées du stationnement des troupes pendant la guerre de l'Opium entre 1858 et 1865 et de l'occupation de la villa impériale par le consulat français. Les Filles de la Charité qui s'occupent des orphelins sont accusées par le peuple de dévorer les cervelles des bébés et de fabriquer des drogues. Cette rumeur provoque le meurtre des dix religieuses et de commerçants français par la foule excitée par les mandarins locaux. Vingt Chinois sont exécutés et deux mandarins bannis et une ambassade expiatoire envoyée à Paris, tandis que des indemnités sont versées.
L'église est finalement réédifiée en style néomédiéval du pays d'Artois et prête en 1897, grâce aux subsides que le consul G. de Chaylard, qui s'occupe de la concession, a pu réunir. Mais à nouveau pendant la révolte des Boxers, elle est ravagée en 1900 et restaurée en 1904. Le lieu de culte devenu trop petit, les lazaristes dirigés par Mgr Paul-Marie Dumond font construire une autre église, la cathédrale Saint-Joseph, en 1912, qui devient le siège du diocèse et la nouvelle cathédrale en 1914, dans un lieu plus sécurisé au sud. Elle ferme pendant la révolution communiste (1949), puis rouvre partiellement. Elle est vandalisée en 1976, pendant la Révolution culturelle, par les Gardes rouges dénonçant l'« Opium du peuple », la même année où a lieu un tremblement de terre et finalement restaurée sous le gouvernement de Deng Xiaoping, en 1983.
Elle est rendue au culte en 1986. Aujourd'hui, c'est un monument national protégé, depuis 1988.